# Arrington (Virginia)
Arrington es un lugar designado por el censo situado en el condado de Nelson, Virginia  (Estados Unidos). Según el censo de 2010 tenía una población de 708 habitantes.

## Demografía
Según el censo de 2010, Arrington tenía una población en la que el 64,8% eran blancos; el 32,1% afroamericanos; el 0,1% eran indios americanos y nativos de Alaska; el 0,1% eran asiáticos; el 0,0% hawaianos y otros isleños del Pacífico; el 0,8% de otra raza, y el 2,0% a partir de dos o más razas. El 3,4% del total de la población eran hispanos o latinos de cualquier raza.